# Seminario de Estudos Galegos

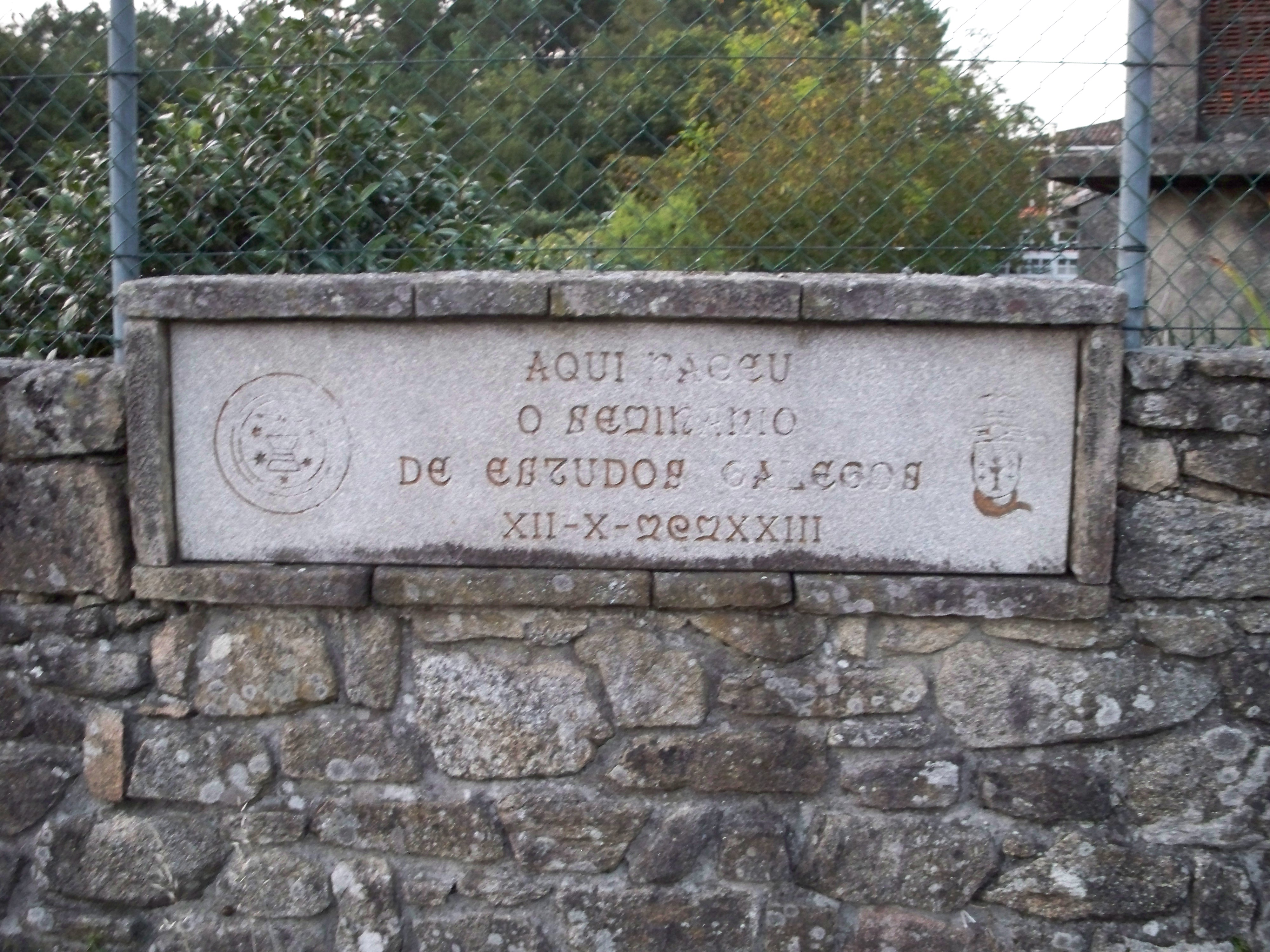
Placa en con la inscripción Aquí naceu o Seminario de Estudos Galegos (Aquí nació el Seminario de Estudios Gallegos). Situada en Ortoño, Ames, La Coruña.

El Seminario de Estudios Gallegos (SEG) (en gallego Seminario de Estudos Galegos) fue una institución cultural de Galicia (España) creada por universitarios de Galicia en 1923 en Ortoño, Ames para estudiar y divulgar el patrimonio cultural gallego y formar investigadores. La Guerra Civil truncó la existencia del Seminario. 
Antón Losada Diéguez fue quien tuvo la idea de crear un órgano que tuviera como función poner en valor la cultura gallega, una función que la universidad gallega de la época, la Universidad de Santiago de Compostela, no cumplía, con programas académicos totalmente ajenos a la realidad, a la historia y a la cultura gallegas. Así, se formó en la casa de Losada en Pontevedra la Xuntanza de Estudos e Investigacións Históricas e Arqueolóxicas, el germen del que sería posteriormente el SEG.
En una histórica junta celebrada el 12 de octubre de 1923, en Ortoño (parroquia del municipio de Ames), en la cual participaron nueve estudiantes recogiendo la tradición de la Junta de Ampliación de Estudios promovida por la Institución Libre de Enseñanza, se acuerda la creación del Seminario de Estudios Gallegos. Al poco tiempo, se integra en él buena parte de la intelectualidad galleguista que se movía alrededor de la revista Nós.
El SEG estaba estructurado en doce secciones y utilizaba como método de trabajo los equipos interdisdiplinares. Aunque no todos los trabajos realizados lo estuvieron en gallego, sí es cierto que fue el SEG el que por primera vez utilizó la lengua gallega de manera significativa para hacer trabajo científico.
Las doce secciones y los presidentes de las mismas fueron las siguientes:
- Sección de Filología, coordinador Armando Cotarelo Valledor.
- Sección de Arte y Letras, coordinador Alfonso Daniel Rodríguez Castelao.
- Sección de Etnografía, coordinador Vicente Risco.
- Sección de Historia, coordinador Cabeza de León, presidente del Seminario de 1925 a 1934.
- Sección de Prehistoria, coordinador Florentino López Cuevillas.
- Sección de Geografía, coordinador Otero Pedrayo.
- Sección de Historia del Arte, coordinador Xesús Carro.
- Sección de Historia de la Literatura, coordinador Xosé Filgueira Valverde.
- Sección de Pedagogía, coordinador Díaz Rozas.
- Sección de Ciencias Aplicadas, coordinador Manuel Gómez Román.
- Sección de Ciencias Naturales, coordinador Luis Iglesias.
- Sección de Ciencias Sociales, Jurídicas y Económicas; coordinador Lois Tobío.

En 1936 el SEG, tras trece años de actividad, fue desmantelado por el nuevo régimen surgido de la sublevación militar del 18 de julio. En 1944 se creó el Instituto de Estudios Gallegos Padre Sarmiento (dependiente del CSIC) con el patrimonio del SEG.
En 1978 se creó el Novo Seminario de Estudos Galegos, con sede en Santiago de Compostela.